# Gondwana (India)
Gondwana (o Gondwâna) es el antiguo nombre de una región de India central, situada a caballo entre Andhra Pradesh, Madhya Pradesh, Maharashtra, y Orissa, que correspondía a la zona de asentamiento de los aborígenes gondíes, que en el pasado allí fueron la población principal y hegemónica.

## Antecedentes
Desde el siglo XII hasta el siglo XVIII, los gondíes se organizaron en varios reinos que dominaron esta región, construyendo ciudades amuralladas (la primera fundada en Sirpur hacia 1240), y acumulando grandes riquezas. Durante su período de hegemonía, la ciudad capital de los Gonds cambió varias veces su emplazamiento, particularmente a Chanda y a Mandlâ.
Los territorios gondíes, gobernados por Durgâvatî, reina de origen Chandela que desposó a un rajá gondí, fueron conquistados por Abûl Hasan Âsaf Khân, el padre de Mumtâz Mahal, por cuenta de Akbar, en 1564. No obstante esta conquista, los gondíes conservaron una relativa independencia durante el Imperio mongol, ya que los vencedores se contentaron con pruebas de sumisión así como con pagos esporádicos de tributos. Posteriormente, cuando el Imperio maratha se constituyó en el siglo XVIII, los reinos gondíes ofrecieron poca resistencia, y la población aborigen optó por refugiarse en las zonas más seguras y de más difícil acceso. En ese tiempo, el Gondwana estuvo integrado a los territorios del rajá Bhonsle de Nagpur hasta el año 1853, momento de la entrada de los británicos.
El supercontinente Gondwana, surgió durante la fragmentación del continente Pangea, y fue así nombrado por Eduard Suess, proponiendo precisamente dicho nombre por la citada región de la India.